# Prêmio Grande Otelo do Cinema Brasileiro 2025
A 24.ª cerimônia (português brasileiro) ou cerimónia (português europeu) de entrega do Prêmio Grande Otelo do Cinema Brasileiro é apresentada pela Academia Brasileira de Cinema e Artes Audiovisuais (ABCAA), através da Lei Federal de Incentivo à Cultura do Ministério da Cultura, homenageando os melhores atores, técnicos e produções de 2024. A cerimônia ocorreu na Cidade das Artes, no Rio de Janeiro, em 30 de julho de 2025. As nomeações foram anunciadas em 16 de junho de 2025 no site oficial da Academia.
Ao todo, foram entregues 30 prêmios durante a premiação, sendo 29 escolhidos por um júri técnico formado por profissionais associados à Academia e um escolhido pelo público, o Grande Otelo de Melhor Filme pelo Júri Popular, que foi decidido por votação aberta no site da organização do evento.

## Vencedores e indicados
Os indicados ao Grande Prêmio do Cinema Brasileiro de 2025 foram divulgados no dia 16 de junho, por meio do site oficial da Academia Brasileira de Cinema e Artes Audiovisuais, além de suas redes sociais.
O filme vencedor ao Oscar de Melhor Filme Internacional, Ainda Estou Aqui, liderou o número de indicações com 16 ao todo.

### Prêmios
| Melhor Longa-metragem de Ficção | Melhor Direção |
| --- | --- |
| - Ainda Estou Aqui – de Walter Salles. Produção: Maria Carlota Bruno por VideoFilmes e Rodrigo Teixeira por RT Features - Baby – de Marcelo Caetano. Produção: Ivan Melo por Cup Filmes, Marcelo Caetano por Desbun Filmes e Beto Tibiriçá por Plateau Produções - Kasa Branca – de Luciano Vidigal. Produção: Bárbara Defanti por Sobretudo Produção Audiovisual, Gisele Camara por Tacacá Filmes, Roberto Berliner, Sabrina Garcia e Leo Ribeiro por TvZero, Luciano Vidigal por Dualto Produções e Cavi Borges por Cavídeo - Malu – de Pedro Freire. Produção: Tatiana Leite por Bubbles Project e Sabrina Garcia, Leo Ribeiro e Roberto Berliner por TvZero - Motel Destino – de Karim Aïnouz. Produção: Janaína Bernardes e Karim Aïnouz por Cinema Inflamável, André Novis, Caio Gullane e Fabiano Gullane por Gullane | - Walter Salles – Ainda Estou Aqui - Andrucha Waddington – Vitória - Érico Rassi – Oeste Outra Vez - Karim Aïnouz – Motel Destino - Marcelo Caetano – Baby |
| Melhor Ator | Melhor Atriz |
| - Selton Mello - Ainda Estou Aqui como Rubens Paiva - Ângelo Antônio – Oeste Outra Vez como Totó - Caio Blat – Grande Sertão como Riobaldo - Fabio Assunção – Motel Destino como Elias - João Pedro Mariano – Baby como Wellington/Baby - Matheus Nachtergaele – O Auto da Compadecida 2 como João Grilo | - Fernanda Torres – Ainda Estou Aqui como Eunice Paiva - Andréa Beltrão – Avenida Beira-Mar como Marta - Dira Paes – Pasárgada como Irene - Grace Passô – O Dia Que Te Conheci como Luisa - Yara de Novaes – Malu como Malu |
| Melhor Ator Coadjuvante | Melhor Atriz Coadjuvante |
| - Ricardo Teodoro – Baby como Ronaldo - Antônio Pitanga – Oeste Outra Vez como Ermitão - Átila Bee – Malu como Tabira - Babu Santana – Oeste Outra Vez como Durval - Humberto Carrão – Ainda Estou Aqui como Félix | - Juliana Carneiro da Cunha – Malu como Dona Lili - Bárbara Luz – Ainda Estou Aqui como Nalu - Carol Duarte – Malu como Joana - Linn da Quebrada – Vitória como Bibiana - Valentina Herszage – Ainda Estou Aqui como Veroca |
| Melhor Roteiro Original | Melhor Roteiro Adaptado |
| - Malu - Pedro Freire - Baby - Marcelo Caetano e Gabriel Domingues - Kasa Branca - Luciano Vidigal - O Dia Que Te Conheci - André Novais Oliveira - Oeste Outra Vez - Érico Rassi | - Ainda Estou Aqui - Murilo Hauser e Heitor Lorega, adaptado do livro Ainda Estou Aqui, de Marcelo Rubens Paiva - Arca de Noé - Sérgio Machado, inspirado na obra “Arca de Noé”, de Vinícius de Moraes - Grande Sertão - Guel Arraes e Jorge Furtado, adaptado da obra Grande Sertão: Veredas, de João Guimarães Rosa - O Diabo na Rua no Meio do Redemunho - Bia Lessa, adaptado da obra Grande Sertão: Veredas, de João Guimarães Rosa - Retrato de Um Certo Oriente - Marcelo Gomes, Maria Camargo e Gustavo Campos, adaptado da obra “Relato de Um Certo Oriente”, de Milton Hatoum |
| Melhor Longa-metragem de Comédia | Melhor Longa-metragem – Documentário |
| - - Câncer com Ascendente em Virgem – Rosane Svartman e Clélia Bessa - Estômago 2 - O Poderoso Chef – Marcos Jorge e Claudia da Natividade - Kasa Branca – Luciano Vidigal, Bárbara Defanti, Gisele Camara, Roberto Berliner, Sabrina Garcia, Leo Ribeiro e Cavi Borges - O Auto da Compadecida 2 – Flávia Lacerda, Guel Arraes, Pedro Buarque de Hollanda, Sandro Rodrigues e Edson Pimentel - O Dia que te Conheci – André Novais Oliveira, Thiago Macêdo Correia, Maurilio Martins e Gabriel Martins | - 3 Obás de Xangô - Sérgio Machado e Diogo Dahl - Assexybilidade - Daniel Gonçalves e Roberto Berliner - Fernanda Young - Foge-me ao controle - Susanna Lira e Tito Gomes - Luiz Melodia - No coração do Brasil - Alessandra Dorgan, Deborah Osborn, Daniel Gaggini e Felipe Briso - Milton Bituca Nascimento - Flávia Moraes, Ricardo Aidar, Larissa Prado, Augusto Nascimento, Caio Gullane e Fabiano Gullane - Othelo, o Grande - Lucas H. Rossi dos Santos e Ailton Franco Jr. |
| Melhor Longa-metragem de Animação | Melhor Longa-metragem Infantil |
| - Arca de Noé - Sérgio Machado, Aloís Di Leo, Caio Gullane, Fabiano Gullane, Maria Carlota Bruno e Walter Salles - Abá e sua banda - Humberto Avelar e Silvia Fraiha - O Sonho de Clarice - Fernando Gutiérrez, Guto Bicalho e Vivian Gutiérrez - Placa Mãe - Igor Bastos e Lazaro Camilo - Teca e Tuti: Uma Noite na Biblioteca - Eduardo Perdido, Tiago Mal, Diego M. Doimo, Tiago Marcondes Alves de Lima e Eduardo Ribeiro Bassi | - Chico Bento e a Goiabeira Maraviósa - Fernando Fraiha, Bianca Villar, Karen Castanho, Daniel Rezende, Marcio Fraccaroli e Marcos Saraiva - Princesa Adormecida - Cláudio Boeckel, Rodrigo Montenegro e Mara Lobão - Tudo por um Pop Star 2 - Marco Antonio de Carvalho, Rodrigo Montenegro e Mara Lobão |
| Melhor Longa-metragem Ibero-Americano | Melhor Primeira Direção |
| - Grand Tour ( Portugal) - Miguel Gomes - El jockey ( Argentina) - Luis Ortega - Estimados Señores ( Colômbia) - Patricia Castañeda - La Infiltrada ( Espanha) - Arantxa Echevarría - Sujo ( México) - Astrid Rondero e Fernanda Valadez | - Pedro Freire - Malu - Alessandra Dorgan - Luiz Melodia - No Coração do Brasil - Dira Paes - Pasárgada - João Cândido Zacharias - A Herança - Lucas H. Rossi dos Santos - Othelo, o Grande |
| Melhor Direção de Fotografia | Melhor Direção de Arte |
| - Ainda Estou Aqui - Adrian Tejido - Baby - Joana Luz e Pedro Sotero - Grande Sertão - Gustavo Hadba - Malu - Mauro Pinheiro Jr. - Motel Destino - Hélène Louvart - O Auto da Compadecida 2 - Gustavo Hadba - Oeste Outra Vez - André Carvalheira | - Ainda Estou Aqui - Carlos Conti - As Polacas - Camila Moussallem - Malu - Elsa Romero - Motel Destino - Marcos Pedroso - Oeste Outra Vez - Carol Tanajura |
| Melhor Figurino | Melhor Maquiagem |
| - Ainda Estou Aqui - Cláudia Kopke - A Batalha da Rua Maria Antônia - Aline Canella - Baby - Gabriela Campos - Grande Sertão - Cao Albuquerque e Diana Leste - Motel Destino - Kika Lopes e Ananda Frazão - O Auto da Compadecida 2 - Emilia Duncan | - Ainda Estou Aqui - Marisa Amenta - Grande Sertão - Rosemary Paiva - Malu - Marcos Freire - O Auto da Compadecida 2 - Rosemary Paiva - Oeste Outra Vez - Ana Pieroni |
| Melhor Trilha Sonora | Melhor Som |
| - Ainda Estou Aqui - Warren Ellis - A Batalha da Rua Maria Antônia - Antonio Pinto - Grande Sertão - Beto Villares - O Clube das Mulheres de Negócios - André Abujamra e Mateus Alves - Oeste Outra Vez - Guilherme Garbato - Motel Destino - Amine Bouhafa - Vitória - Antonio Pinto | - Ainda Estou Aqui - Laura Zimmerman e Stéphane Thiébaut - Arca de Noé - Caio Gox, André Tadeu e Carlos Paes - Chico Bento e a Goiabeira Maraviósa - Abrão Antunes, Miriam Biderman, Ricardo Reis e Toco Cerqueira - Malu - Marcel Costa e Daniel Turini - Meu Sangue Ferve por Você - Jorge Rezende, Jorge Vaz, Miriam Biderman, Ricardo Reis e Toco Cerqueira - Motel Destino - Moabe Filho, Pedro Moreira, Waldir Xavier e Adrian Baumeister - Vitória - Jorge Saldanha, Alessandro Laroca e Eduardo Virmond Lima                                                                    |
| Melhor Montagem | Melhores Efeitos Visuais |
| - Ainda Estou Aqui - Affonso Gonçalves - 3 Obás de Xangô - André Finotti - Baby - Fabian Remy - Cidade; Campo - Cristina Amaral - Malu - Marilia Moraes - O Auto da Compadecida 2 - Fabio Jordão | - Ainda Estou Aqui - Claudio Peralta - Chico Bento e a Goiabeira Maraviósa - Guilherme Ramalho, Hugo Gurgel e François Puren - Grande Sertão - Eduardo Schaal, Guilherme Ramalho e Hugo Gurgel - O Auto da Compadecida 2 - Claudio Peralta - Retrato de Um Certo Oriente - Ailton Piuí e João Paulo Geraldo - Vitória - Claudio Peralta |
| Melhor Curta-metragem de Ficção | Melhor Curta-metragem – Documentário |
| - Helena de Guaratiba - Karen Black - E Seu Corpo é Belo - Yuri Costa - O Lado de Fora Fica Aqui Dentro - Larissa Barbosa - Quando Aqui - André Novais Oliveira - Zagêro - Victor di Marco e Márcio Picoli | - Você - Elisa Bessa - A Noite das Garrafadas - Elder Gomes Barbosa - Eu Fui Assistente de Eduardo Coutinho - Allan Ribeiro - Mar de Dentro - Lia Letícia - Vento Dourado - André Hayato Saito - Vollúpya - Éri Sarmet e Jocimar Dias Jr. |
| Melhor Curta-metragem de Animação | Melhor Série de Animação |
| - A Menina e o Pote - Valentina Homem e Tati Bond - Eu e o Boi, o Boi e Eu - Jane Carmen Oliveira - Eu Sou um Pastor Alemão - Angelo Defanti - Hoje Eu Só Volto Amanhã - Diego Lacerda - Kabuki - Tiago Minamisawa - Menino Monstro - Guilherme Alvernaz - Receita de Vó - Carlon Hardt - Posso Contar nos Dedos - Victória Kaminski | - Irmão do Jorel - Max / Cartoon Network Latin America - Astronauta - HBO / Max - Cosmo, o Cosmonauta - Cartoonito - Gildo - TV Brasil - Lino - Meu Pai é Fera - Disney+ - O Show da Luna! - Discovery Kids - Vovó Tatá - Gloobinho / Globoplay |
| Melhor Série – Documentário | Melhor Série de Ficção |
| - Falas Negras - TV Globo - Bateau Mouche - O Naufrágio da Justiça - HBO / Max - Maníaco do Parque - A História não Contada - Amazon Prime - Romário - o Cara - Max - Viva o Cinema! Uma História da Mostra de São Paulo - HBO / Max | - Senna - Netflix - Cidade de Deus: A Luta Não Para - HBO / Max - Impuros - Star+ - Os Outros - Globoplay - Os Quatro da Candelária - Netflix |
| Melhor Ator de Série de Ficção | Melhor Atriz de Série de Ficção |
| - Gabriel Leone - Senna como Ayrton Senna - Andrei Marques - Os Quatro da Candelária como Jesus - Eduardo Sterblitch - Os Outros como Sérgio - Gabriel Leone - Dom como Pedro Dom - Matheus Nachtergaele - Chabadabadá como Quincas | - Adriana Esteves - Os Outros como Cibele - Alice Wegmann - Rensga Hits! como Raíssa - Andréia Horta - Cidade de Deus: A Luta Não Para como Jerusa - Letícia Colin - Os Outros como Raquel - Roberta Rodrigues - Cidade de Deus: A Luta Não Para como Berenice |